# New Yorker Geschichten (Buch)
Die New Yorker Geschichten ist eine Sammlung von Kurzgeschichten der amerikanischen Autorin Dorothy Parker. Die Auswahl entspricht Here Lies: The Collected Stories of Dorothy Parker von 1939. Die als New Yorker Geschichten bekannte und vielfach neu aufgelegte neuere deutschsprachige Übersetzung erschien in verschiedenen Verlagen.
Die New Yorker Geschichten beinhalten vor allem satirische Darstellungen der Beziehungen zwischen Frauen und Männern sowie kurze Szenen aus dem Familien- und Eheleben der wohlhabenden New Yorker Gesellschaft. Dorothy Parkers Ruf als Autorin beruht vor allem auf ihren Kurzgeschichten, die schon bei Erscheinen positiv aufgenommen wurden. Im deutschsprachigen Raum haben die New Yorker Geschichten durch die Brigitte-Edition mit einem Vorwort von Elke Heidenreich und durch die Aufnahme in den persönlichen Kanon der Weltliteratur des Literaturkritikers Denis Scheck in den 2000er Jahren weitere Bekanntheit erlangt.

## Inhalt

### Eine Starke Blondine (Big Blonde)
Hazel Morse ist eine schöne Blondine, ein Partygirl, das Männer magisch anzuziehen scheint. Nach einer gescheiterten Ehe ist sie für ihre Miete und den Lebensunterhalt von einer langen Reihe von Liebhabern abhängig, für die sie immer gut gelaunt scheinen muss. Sie wird zunehmend depressiv, verfällt dem Alkohol und versucht sich umzubringen. Die Geschichte endet mit einer Unterhaltung mit ihrer Putzkraft Netti, die sie gefunden und vor dem Tod bewahrt hat.

### New York – Detroit (From New York to Detroit)
Eine junge Frau in New York ruft ihren Liebsten an, der sich in Detroit aufhält. Sie beklagt sich darüber, dass er sich nicht meldet und will wissen, wann er nach New York zurückkehrt. Er klagt über die angeblich schlechte Telefonverbindung und versucht das Gespräch mit dem Verweis darauf, dass sie ihm ja schreiben könne, abzubrechen. Es wird deutlich, dass der junge Mann abgelenkt ist, weil er Gäste hat. Er erklärt der jungen Frau auch noch, dass er demnächst weiter nach Chicago ziehen müsse, vertröstet sie auf einen Brief und bricht das Gespräch ab.

### Nur ein kleines (Just a Little One)
Der Leser wird mit dem Monolog einer Frau konfrontiert, die mit ihrem Freund Fred in einer Bar sitzt. Während die beiden Scotch trinken, schwankt die Frau zwischen romantischem Geturtel mit ihrem Freund und Eifersuchtsszene wegen einer anderen Frau, Edith, mit der Fred offensichtlich auch ausgeht. Obwohl die Erzählerin beteuert, dass sie immer nur ein kleines Schlückchen vom Scotch möchte, wird zum Ende der Geschichte deutlich, dass sie betrunken ist.

### Aus dem Tagebuch einer New Yorker Lady (From the Diary of a New York Lady)
Die Kurzgeschichte enthält karikierende Tagebucheinträge einer New Yorkerin mit all ihrer Oberflächlichkeit und „Problemchen“, die täglich nur darum kreisen, was sie anziehen soll, mit welchem Mann sie ausgehen soll und welche Farbe ihr Nagellack hat. Die Einträge werden vollends absurd, als klar wird, dass die New Yorker Lady gar nicht wie beabsichtigt jeden Tag mit einem anderen Mann ausgeht, sondern letztlich immer nur mit Ollie Martin, der als einziger Interesse zu haben scheint.

### Bei Tageslicht betrachtet (Glory in the Daytime)
Mrs. Murdock, die schon seit ihrer Kindheit für das Theater schwärmt, hat die Gelegenheit, über eine Bekannte die bekannte Schauspielerin Lily Wynton kennenzulernen. Während sie über diese Aussicht völlig begeistert ist, muss sie zu ihrer Enttäuschung feststellen, dass ihr Mann ihren Enthusiasmus dafür überhaupt nicht teilt. Als sie Lily Wynton schließlich persönlich kennenlernt, stellt sich heraus, dass diese ihre besten Tage bereits hinter sich hat, sich zynisch über Männer und Liebe äußert und Alkoholikerin ist. Mrs. Murdock verlässt das Treffen verfrüht in dem Bewusstsein, dass sie in ein schönes Zuhause mit einem geliebten Menschen zurückkehrt, wird aber erneut enttäuscht, weil ihr Mann wie immer kein Interesse für ihre Erlebnisse zeigt.

### Pferdchen (Horsie)
Miss Willmarth arbeitet für einige Wochen als Krankenschwester beim Ehepaar Gerald und Camilla Cruger nach der Geburt des ersten Kindes der Crugers. Sie kümmert sich um das Baby und um Camilla Cruger, die sich nach der Geburt erholen soll. Ohne es selbst zu merken, wird Miss Willmarth zum Gegenstand des Spotts zwischen den Eheleuten Cruger und deren Freunden, weil sie ein wenig wie ein Pferd aussieht. Als sie schließlich den Haushalt der Crugers verlässt, erhält Miss Willmarth von Gerald Cruger einen Blumenstrauß zum Abschied. Während die Crugers froh sind, dass Miss Willmarth geht, freut sie sich über den einzigen Blumenstrauß, den sie je von einem Mann erhalten hat.

### Vetter Larry (Cousin Larry)
Die Protagonistin beschwert sich in einem fort über die Frau eines Freundes, Larry, "der fast zur Familie" gehöre, bei einer nicht weiter dargestellten oder gar reagierenden Freundin. Sie erklärt, dass sie Larry als Verwandten betrachte und dass doch nichts dabei wäre, dass sie mit Larry Spaß habe. Schließlich sei Larrys Frau selbst Schuld, wenn sie so früh ins Bett ginge und sie mit Larry allein ließe.

### Trost und Licht (Lady with a Lamp)
Während eines Krankenbesuchs bemitleidet die Protagonistin ihre angeblich beste Freundin Mona in einem langen Monolog. Durch den Monolog lernt der Leser, dass Mona schon längere Zeit krank im Bett liegt, offiziell wegen der Nerven, aber ihre Freundin sie bisher nicht besucht hat. Aus verschiedenen Andeutungen lässt sich erahnen, dass die eigentliche Krankheitsursache Monas wohl der Verlust eines Kindes während einer Schwangerschaft war und dass ihr Freund Fred, der mutmaßliche Vater des Kindes, sich nicht bei ihr gemeldet hat. Die Protagonistin will und kann die Zusammenhänge aber nicht begreifen und schwatzt stattdessen davon, wie schön es gewesen wäre, wenn Mona endlich Fred geheiratet und Kinder gehabt hätte. Als sie schließlich auch noch gefühl- und ahnungslos erwähnt, dass Fred bereits mit einer anderen Frau ausgeht, bekommt Mona einen Nervenzusammenbruch.

### Sentiment (Sentiment)
Eine Frau fährt nach der Trennung von ihrem Mann mit dem Taxi durch die Stadt. Während sie gefahren wird, sinniert sie über ihren Verlust und hat Angst, dass sie es nicht aushält, Orte anzusehen, an denen sie mit ihrem Mann glücklich war.

### Morgenstund hat Gift im Mund (The Little Hours)
Eine Frau wird in den frühen Morgenstunden wach und kann nicht mehr einschlafen. Sie ärgert sich, dass sie im Gegensatz zu ihren Party feiernden Freunden den vergangenen Abend ein Buch gelesen und früh ins Bett gegangen ist. Aus unerfindlichen Gründen kreisen ihre Gedanken um den Schriftsteller La Rochefoucauld. Als sie versucht, als Ersatz fürs Schäfchenzählen möglichst viele literarische Zitate zu finden, denkt sie zum Schluss doch wieder an La Rochefoucauld.

### Der kleine Curtis (Little Curtis)
Eine kleine Teegesellschaft bei einer wohlhabenden Dame unterhält sich über ihr kürzlich adoptiertes Kind und ist sich einig, dass der kleine Curtis, eigentlich eine Waise, sehr dankbar sein kann, dass er in eine so gute Familie gekommen ist. Es wird jedoch deutlich, dass Curtis keineswegs ein so schönes neues Elternhaus hat, denn seine Eltern verbieten ihm den Umgang mit dem Nachbarsjungen, dessen Familie nicht gut genug ist, scheinen ihn zu schlagen und drillen ihn zu gehorsamen Verhalten.

### So kleide die Nackten (Clothe the Naked)
Big Lannie, eine schwarze Wäscherin, wird von ihren wohlhabenden Arbeitgeberinnen entlassen, als sie sich nach dem Tod ihrer Tochter um ihren kleinen, blinden Enkelsohn kümmern muss. Sie lebt mit ihrem Enkel zunächst vom Ersparten, dann von Gelegenheitsjobs, der Mildtätigkeit ihrer Nachbarschaft und schließlich einem Teilzeitjob bei einer ehemaligen Arbeitgeberin, die sie wieder anstellt. Ihr blinder Enkel lebt ein eingeschränktes Leben, dessen ganzes Glück es ist, auf der Straße bei ihrem Wohnhaus spazieren zu gehen, wo er das fröhliche Lachen der Nachbarskinder hören kann. Als seine Kleidung so fadenscheinig wird, dass er die Wohnung nicht mehr verlassen kann, fasst sich Big Lannie ein Herz und fragt ihre Arbeitgeberin nach einer Kleiderspende. Diese „großzügige“ Spende alter Kleidung ihres Ehemanns stellt sich jedoch als schlechtes Geschenk heraus, denn in der neuen Kleidung, die ihm auch nicht richtig passt und für seine Umgebung völlig unangemessen ist, wird er von den Nachbarskindern ausgelacht; er ist unglücklich und will nie wieder auf die Straße.

### Das Butterkremherz (The Custard Heart)
Die Kurzgeschichte wird aus der subjektiven Perspektive von Mrs. Lanier erzählt, eine wohlhabende Dame der höheren Gesellschaft, die einen Ruf als wehmütige und zartbesaitete Frau pflegt. Umsorgt wird sie unter anderem von ihrer Zofe Gwennie, die offenbar ihr gesamtes Leben der Bedienung und Fürsorge ihrer Arbeitgeberin widmet. Dies ändert sich, als ein neuer Chauffeur eingestellt wird. Der Leser errät, dass der Chauffeur und Gwennie eine Beziehung anfangen, bis der Chauffeur plötzlich spurlos verschwindet und Gwennie offenbar schwanger zurücklässt. Mrs. Lanier bemerkt von diesen Vorgängen nichts und bringt gefühllos auch gegenüber Gwennie weiterhin ihren ständigen Spruch, dass doch nur ein Baby zu ihrem Glück fehlen würde.

### Die Geschlechter (The Sexes)
Ein junges Paar unterhält sich über eigentlich belanglose Dinge wie das Rauchen sowie ihre jeweilige Kleidung und ihr Aussehen. Egal, was der eine sagt, interpretiert der andere dies sofort als Angriff oder Gehässigkeit.

### Der Walzer (The Waltz)
Der Walzer ist der innere Monolog einer Frau, die eine Aufforderung zum Tanz annimmt, obwohl sie keine Lust zum Tanzen hat. Ihren Tanzpartner findet sie schrecklich, außerdem tritt er ihr ständig auf die Füße, aber trotzdem erklärt sie gegenüber ihrem Tanzpartner, dass alles wunderbar sei und wie viel Spaß sie habe.

### Ein Telefonanruf (A Telephone Call)
Eine Frau wartet sehnsüchtig darauf, dass ihr Geliebter endlich anruft. Sie denkt sich mögliche Gründe aus, warum er sich nicht meldet, und zwingt sich gleichzeitig mit Tricks dazu, nicht zum Telefon zu gehen und ihn anzurufen.

### Der letzte Tee (The Last Tea)
Ein Paar trifft sich zum gemeinsamen Teetrinken im Café. Der junge Mann kommt zu spät und schwärmt der Frau von einer anderen Frau vor, wobei die Frau dazu gute Miene zum bösen Spiel macht. Obwohl sie sich am Ende des Gesprächs gegenseitig versichern, dass sie sich ja wieder treffen könnten, wird aus der Unterhaltung deutlich, dass beiden nichts mehr an dem anderen liegt.

### Der Lebensstandard (The Standard of Living)
Die Freundinnen Annabel und Midge, beide Büroangestellte, pflegen eine regelmäßige spielerische Unterhaltung, was sie als erstes kaufen würden, wenn sie eine Million Dollar erben würden. Es kommt zum Konflikt zwischen den beiden, als Annabel einen Silberfuchsmantel nennt, was Midge ordinär findet. Annabel schlägt als Alternative schließlich eine Perlenkette vor, die sie im Schaufenster sehen. Nachdem sie im Geschäft schließlich zu ihrer Überraschung erfahren, dass diese Kette 250.000 Dollar kostet, modifizieren sie ihr Spiel und gehen jetzt von einer Erbschaft mit der erhöhten Summe von 10 Millionen Dollar aus.

### Arrangement in Schwarz und Weiß (Arrangement in Black and White)
Eine Dame bittet auf einer Party ihren Gastgeber, ihr den schwarzen Sänger Walter Williams vorzustellen, für den die Party ausgerichtet wird. Obwohl sich die Frau überaus liberal gibt, wird aus ihren Äußerungen gegenüber dem Gastgeber und aus ihrem Gespräch mit Williams deutlich, dass die Frau rassistische Vorurteile hat und diese unbekümmert von sich gibt.

### Mrs. Hofstadter aus der Josephine Street (Mrs Hofstadter on Josephine Street)
Die Erzählerin und ihr Mann wünschen sich für ihr Ferienhaus einen männlichen Angestellten für Küche und Hausputz, weil sie der Meinung sind, dass Frauen zu viel reden, und sie möchten Ruhe. Auf der Arbeitsvermittlung wird ihnen Horace als der perfekte Kandidat empfohlen, denn dieser hat schon für Mrs. Hofstadter aus der Josephine Street gearbeitet. Es stellt sich heraus, dass Horace ein außerordentlich geschwätziger Mensch ist, der ständig von seiner Familie und von Mrs. Hofstadter aus der Josephine Street spricht, deren Existenz auch zunehmend zweifelhaft wird.

### Dämmerung vor dem Feuerwerk (Dusk before Fireworks)
Ein junger Mann, Hobie, hat abends Besuch von seiner Freundin, Kit. Während ihres Besuchs werden die beiden ständig durch das klingelnde Telefon abgelenkt. Anruferinnen sind Hobies Ehefrau und, wie sich herausstellt, mehrere Frauen, mit denen Hobie ebenfalls eine Beziehung unterhält. Nachdem Kit genervt gegangen ist, nutzt Hobie die „freie Zeit“ bist zum Eintreffen seiner Ehefrau, um eine weitere Freundin zu empfangen.

### Du warst ganz prima (You Were Perfectly Fine)
Ein junger Mann versucht sich nach einer durchzechten Nacht zu erinnern, was passiert ist. Die junge Frau, die bei ihm ist, versichert ihm, dass er „ganz prima“ gewesen sei. Im Laufe der Unterhaltung dämmert dem Mann aber, dass er sich vollkommen daneben benommen hat, unter anderem hat er im Restaurant laut gesungen und ist auf dem Bürgersteig betrunken gestürzt. Schließlich deutet das Mädchen an, dass während einer langen gemeinsamen Taxifahrt etwas Wichtiges passiert sei und sie ihn nun nicht mehr gehen lasse, woraufhin der junge Mann endgültig völlig fertig ist.

### Da wären wir (Here We Are)
Ein Pärchen nimmt in einem Abteil im Zug Platz. Aus der Unterhaltung wird klar, dass die beiden frisch verheiratet und auf dem Weg in die Flitterwochen sind. Es gelingt den beiden nicht, eine sinnvolle Unterhaltung über das „Da wären wir“ zu halten, und sie fangen sogar noch einen Streit über den Hut der Frau an.

### Zu schade (Too Bad)
Unter ihren Bekannten macht die Runde, dass Mr. und Mrs. Weldon sich scheiden lassen. Dies löst Bedauern und Erstaunen aus, weil die beiden als das ideale Ehepaar wahrgenommen wurden, aber tatsächlich herrschte in ihrer Ehe seit Jahren große Langeweile.

### Mr. Durant (Mr. Durant)
Die Kurzgeschichte schildert einen Abend im Leben des Mr. Durant, der selbstzufrieden nach der Arbeit nach Hause fährt. Er blickt zurück auf eine Affäre mit einer Schreibkraft, die schließlich in einer ungewollten Schwangerschaft endete. Sehr zu Mr. Durants Bequemlichkeit und Zufriedenheit organisierte schließlich eine Freundin eine Abtreibung, und die Schreibkraft verließ die Firma und Mr. Durants Leben.
Als Mr. Durant am Abend zu Hause ankommt, bitten ihn seine Kinder, eine gefundene Hündin behalten zu dürfen, aus Mr. Durants inakzeptabel, da weibliche Hunde nur die Rüden der Nachbarschaft anziehen. Mr. Durant „regelt“ diese Angelegenheit, indem er die Hündin heimlich ertränken und den Kindern erzählen will, dass diese weggelaufen sei.

### Der Wunderbare Alte Herr (The Wonderful Old Gentleman)
Mrs. Bain, ihr Mann und ihre Schwester, Mrs. Whittaker, unterhalten sich über den Vater von Mrs. Bain und Mrs. Whittaker, der in seinem Schlafzimmer im Sterben liegt. In der Unterhaltung sind sie sich einig, dass der alte Herr ein ganz „wunderbarer“ Mann gewesen sei. Wie der Leser aber aus den Bemerkungen lernt, war er ein tyrannischer Mann, der, während er bei den Bains gelebt hat, über die Wohnungseinrichtung bestimmt hat, ihnen Gäste und das Ausgehen ins Kino verwehrt hat und sein reichlich vorhandenes Vermögen vor allem für sich selbst ausgegeben hat. Mrs. Whittaker, die wohlhabend ist und über viel Platz verfügt, aber die Aufnahme des Vaters in ihre Wohnung an die Bains delegiert hat, enthüllt schließlich noch, dass der Vater sein Vermögen an sie und nicht an die Bains vererben wird.

### Soldaten der Republik (Soldiers of the Republic)
Die Erzählerin und ihr Mann sitzen mit einer jungen Frau aus Schweden an einem Café in Valencia, Spanien; es ist die Zeit des spanischen Bürgerkriegs. Die drei kommen ins Gespräch mit einer kleinen Gruppe spanischer Soldaten. Sie lernen, dass jene arme Bauern sind, die auf der Seite der Republik kämpfen, ohne Möglichkeiten ungefährdet Nachrichten nach Hause zu schicken. Die Erzählerin und ihr Mann schenken ihnen ein paar Zigaretten, denn die Soldaten haben während ihres nur 48 Stunden währenden Freigangs durch ein Missgeschick keine bekommen können, worauf die Soldaten dankbar die Rechnung der drei begleichen.

### Das Lied der Hemden, 1941 (Song of the Shirt, 1941)
Mrs. Martindale, eine reiche Frau, verbringt einen großen Teil ihrer Zeit für wohltätige Aktivitäten, unter anderem mit dem Nähen von Hemden für eine Organisation, die als Teil der Kriegsanstrengungen im Zweiten Weltkrieg Pflegepersonal mit Kleidung versorgt. Als die Organisation in die Urlaubspause geht, nimmt Mrs. Martindale Zuschnitte für Hemden zum Nähen zu Hause mit, obwohl sie keine geschickte Näherin ist. Als sie von einer Freundin angerufen wird, die Arbeit für eine Angestellte, Mrs. Christie, sucht, die sie zurzeit nicht beschäftigen kann, aber die dringend Geld benötigt, denn sie sitzt mit einer kranken Tochter zu Hause. Mrs. Christie sei geschickt in „allem“. Mrs. Martindale verspricht, sich den Kopf zu zerbrechen, welche Arbeit sie für Mrs. Christie finden könnte. Dann fängt Mrs. Martindale an, die mitgebrachten Hemdenzuschnitte zu Hemden zu nähen.

### Der herrliche Urlaub (The Lovely Leave)
Eine Frau bereitet sich auf den Besuch ihres Mannes vor, der Fronturlaub hat. Sie dekoriert die Wohnung, besorgt sich ein neues Kleid und nimmt sich vor, diesmal alles anders als beim letzten Mal zu machen, wo sie sich gestritten haben. Als ihr Mann ankommt, stellt sich heraus, dass der Fronturlaub gekürzt wurde und er in wenigen Stunden wieder gehen muss. Es kommt wieder beinahe zum Streit, denn ihr Mann möchte nur ein Bad und seine Schuhe und seine Gürtelschnalle polieren. Zum Abschied sagt er dann doch, wie sehr er sie vermisst, und sie umarmen sich zum Abschied. Einer Freundin, die kurze Zeit später anruft, erzählt sie, dass der Fronturlaub kurz, aber „herrlich“ gewesen sei.

## Textanalyse
Dorothy Parker thematisiert in ihren Kurzgeschichten Liebe, Verlust der Leidenschaft und Beziehungen zwischen Frauen und Männern. In der Kurzgeschichte Too Bad verarbeitete Parker Erfahrungen aus ihrer Ehe mit Edwin Pond Parker, einem Börsenmakler; sie schildert eine nach außen harmonische Partnerschaft, die schließlich zerbricht, weil sich die Eheleute nichts mehr zu sagen haben.
Ferner beschreibt sie in ihren Kurzgeschichten ironisch die Überheblichkeit und Heuchelei der gehobenen amerikanischen Gesellschaft. So thematisiert sie in Arrangement in Schwarz and Weiß den verdeckten Rassismus einer sich als liberal gebenden Dame. In Das Lied der Hemden, 1941 wird die Wohltätigkeit satirisch dargestellt, als eine reiche Dame lieber Hemden für eine Wohlfahrtsorganisation selbst näht, statt diese Arbeit bezahlt an eine Frau weiterzugeben, die händeringend nach Arbeit sucht.
Es kommen aber auch die Stimmen einfacher Leute, vor allem Frauen, zu Wort, die Parker liebevoll darstellt. So setzt Parker ihren Sehnsüchten in The Standard of Living und Sentiment ein Denkmal. Satirisch rechnet Parker dagegen mit den Sorgen der Mitglieder der Oberschicht ab, so etwa der Erzählerin in Tagebuch einer New Yorker Lady, zu deren Hauptproblemen die Farbe ihrer Nägel zählte.
Nicht alle ihre Geschichten sind Satire. In Big Blonde thematisiert Parker Alkoholismus, gescheiterte Beziehungen und Angst vor Einsamkeit. Außerdem verarbeitet Parker ihren eigenen fehlgeschlagenen Selbstmordversuch. Parker gelingt es hier, in einer Kurzgeschichte, von der Länge her beinahe eine Novelle, eine komplette Biografie ihrer Hauptperson zu erzählen.
Soldaten der Republik wiederum beschreibt Parker eine kleine Szene in Valencia während des spanischen Bürgerkriegs, fast ein kleiner Report ihrer Erlebnisse während eines Spanienaufenthalts 1938. In dieser Geschichte ebenso wie in Arrangement in Schwarz und Weiß wird die politische Dorothy Parker sichtbar, die sich gegen Rassismus und als Linke engagiert hat.

## Stellung im Werk der Autorin
Parker ist vor allem für ihre Kurzgeschichten bekannt, schrieb aber neben Kurzgeschichten auch Gedichte, Theater- und Literaturkritiken, Zeitungsartikel, Theaterstücke und Drehbücher für Hollywood-Filme. Ihre literarische Karriere begann Parker mit Lyrik, ferner arbeitete sie vor allem als Theaterkritikerin, Kolumnistin und Rezensentin für verschiedene Zeitungen und Zeitschriften in New York, darunter die Zeitschriften Vanity Fair und Ainslée's sowie die Zeitungen Saturday Evening Post und Ladies Home Journal. Parkers erste Kurzgeschichte, Sorry. The Line is Busy erschien 1921 in der Zeitschrift Life, für die sie auch als Literaturkritikerin arbeitete. Viele von Parkers Gedichten und Kurzgeschichten erschienen in der Zeitschrift New Yorker, in der auch Schriftsteller wie J. D. Salinger oder Vladimir Nabokov veröffentlichten.

## Publikationsgeschichte
Parkers Kurzgeschichten und Gedichte erschienen zunächst in Zeitschriften, später in zwei Sammelbänden, Not so Deep As a Well (Lyrik, 1936) und Here Lies (Erzählungen, 1939). 1944 brachte Viking Press eine Parker-Anthologie mit dem Titel The Portable Dorothy Parker heraus, für die Dorothy Parker aus ihren bisherigen Veröffentlichungen nur auswählte, für was sie in Erinnerung bleiben wollte. So enthielt diese Anthologie keine von Parkers vielen Essays und Zeitungsartikeln; auch einige ihrer frühen Kurzgeschichten wurden nicht berücksichtigt. Einige Jahre nach Parkers Tod veröffentlichte Viking eine erweiterte Version der Portable Dorothy Parker, in der ihrer ursprünglichen Auswahl weiteres Material hinzugefügt wurde, vor allem einige weitere Erzählungen und Theater- und Buchrezensionen. Eine weitere, aktualisierte Ausgabe von The Portable Dorothy Parker erschien schließlich 2006, in der der ursprünglichen Auswahl von 1944 umfangreiches Material hinzugefügt wurde: weitere Erzählungen, journalistische Arbeiten, Briefe, auch ein Vortrag und ein Interview.
Die Auswahl der deutschen New Yorker Geschichten entspricht in der Regel der englischen Ausgabe The Portable Dorothy Parker von 1944. Anders als The Portable Dorothy Parker enthalten New Yorker Geschichten nur Erzählungen, keine Lyrik oder journalistischen Arbeiten Parkers. Übersetzt von Eva Roeder, erschien es als Kurzgeschichten mit einem Vorwort von W. Somerset Maugham 1947 beim Humanitas-Verlag, Zürich. Die als New Yorker Geschichten bekannte und weit verbreitete (da vielfach neu aufgelegte) neuere deutschsprachige Übersetzung, betreut von Fritz Senn, erschien zunächst in zwei Bänden: als Die Geschlechter und Eine starke Blondine, (übersetzt von Ursula-Maria Mössner und Pieke Biermann) im Haffmans Verlag (Zürich 1985 und 1988). Als New Yorker Geschichten erschienen sie in einer Ausgabe 1992, dann als Taschenbuch bei Rowohlt (Reinbek 1995 und 1997), Diana (München 2002), erstmals als gebundene Ausgabe bei Kein & Aber (Zürich 2003) und als Brigitte-Edition (Hamburg 2005).

## Rezeption
Parkers Kurzgeschichten verkauften sich schon zum Zeitpunkt ihrer Veröffentlichung gut. Die Kurzgeschichten wurden in verschiedene Sprachen übersetzt, darunter ins Deutsche, Niederländische, Polnische und Portugiesische.
Die Kurzgeschichten begründeten Parkers Ruhm als witzige, scharfzüngige Beobachterin der amerikanischen Gesellschaft. Ihre Kurzgeschichte Big Blonde wurde 1929 mit dem O. Henry Prize ausgezeichnet. Der Schriftsteller W. Somerset Maugham lobte ihr Ohr für Sprache, ihre guten Dialog und Charakterzeichnungen sowie ihren immer angemessenen Humor. Dorothy Parkers Biografin Marion Meade schreibt, dass Parkers Kurzgeschichten von Jung und Alt geschätzt würden, außerdem seien ihre Werke nie vergriffen gewesen, ein weiteres Zeichen für ihre Beliebtheit.
Auch heute werden ihre Kurzgeschichten noch von der Kritik geschätzt. Sadie Stein schreibt in ihrer Rezension des Hörbuchs The Portable Dorothy Parker in The New York Times, dass Parker heutzutage leider oft auf Kaffeetassensprüche reduziert werde, aber ihr Werk weit über das hinausgehe. Stein lobt Parkers Dialoge und hebt ihre Bedeutung als Chronistin des zeitgenössischen New Yorks hervor. Robert Gottlieb meint in The New York Review, dass Parkers Zeitgenossen und ihre heutigen Biografen Parkers Werk mit ihren übertrieben enthusiastischen Urteilen keinen Gefallen getan hätten, aber er schreibt weiter, dass ihr Werk zum Zeitpunkt der Veröffentlichung das Publikum berührte und auch heute noch von Wert und Interesse sei.
Parkers Kurzgeschichten wurden als New Yorker Geschichten auch in Deutschland positiv aufgenommen; die Übersetzungen liefen durch viele Editionen. Elke Heidenreich schreibt im Vorwort der Brigitte-Edition des Buches, dass es niemand gäbe, der in den 1920er und 1930er Jahren bessere Kurzgeschichten geschrieben habe als sie und dass selbst Ernest Hemingway sich an ihren Geschichten messen musste. Petra Porto lobt auf literaturkritik.de Parkers Kurzgeschichten als „kleine Literaturperlen“ und Heidenreichs Lesung als gelungen, um Parkers hintergründigen Humor und Ironie herauszuarbeiten. Der Literaturkritiker Denis Scheck hat die englische Version der gesammelten Kurzgeschichten, The Portable Dorothy Parker, in seinen persönlichen Kanon der 100 wichtigsten Werke der Weltliteratur aufgenommen.

### Englische Textausgaben
- Dorothy Parker: The Portable Dorothy Parker. Viking Press, New York 1944. (englische Erstausgabe)
- Dorothy Parker: The Portable Dorothy Parker: revised and enlarged edition. Viking Press, New York 1977, ISBN 0670540161. (erweiterte Ausgabe)
- Dorothy Parker: The Portable Dorothy Parker. Edited by Marion Meade. 2. überarbeitete Auflage. Penguin, New York 2006, ISBN 978-0-14-303953-2. (aktuelle, erneut stark erweiterte englische Ausgabe)

### Deutsche Übersetzungen
- Dorothy Parker: New Yorker Geschichten. Diana, München 2002, ISBN 3-453-19603-1.
- Dorothy Parker: New Yorker Geschichten. Kein & Aber, Zürich 2003, ISBN 3-0369-5113-X.
- Dorothy Parker: New Yorker Geschichten. Aus dem Amerikanischen übersetzt von Pieke Biermann und Ursula-Maria Mössner, mit einem Vorwort von Elke Heidenreich. Gruner und Jahr, Hamburg 2006, ISBN 978-3-570-19526-0 (= Die Brigitte-Edition, Band 10).
- Dorothy Parker: New Yorker Geschichten. 2. Edition. Aus dem Amerikanischen übersetzt von Ursula-Maria Mössner und Pieke Biermann. Kein & Aber 2016, ISBN 978-3036959511. (aktuelle deutsche Ausgabe)

### Hörbücher
- Dorothy Parker: Selected Stories. Gelesen von Elaine Stritch. Penguin Audio, 1996, ISBN 0140862110.
- Dorothy Parker: Selected readings from the portable Dorothy Parker. Herausgegeben von Marion Meade. Gelesen von Lorna Raver. Blackstone Audio, Ashland, Oregon, 2012, 2007, ISBN 9781433239410.
- Dorothy Parker: Elke Heidenreich liest "New Yorker Geschichten" von Dorothy Parker. Gekürzte Ausgabe. Aus dem Amerikanischen übersetzt von Ursula-Maria Mössner und Pieke Biermann. Brigitte-Edition. Kein & Aber Verlag/Random House Audio, München 2005, ISBN 3036911294.
- Dorothy Parker: New Yorker Geschichten. Gekürzte Ausgabe. Aus dem Amerikanischen übersetzt von Ursula-Maria Mössner und Pieke Biermann. Gelesen von Elke Heidenreich. Kein & Aber Verlag/Random House Audio, München 2013.